# 압디라시드 알리 샤르마르케
압디라시드 알리 샤르마르케(아랍어: عبد الرشيد علي شارماركي, 영어: Abdirashid Ali Shermarke, 소말리어: Cabdirashiid Cali Sharmaarke, 1919년 6월 8일 ~ 1969년 10월 15일)는 소말리아의 정치인이다. 그는 1960년 7월 12일부터 1964년 6월 14일까지 소말리아의 총리였으며, 1967년 6월 10일부터는 소말리아의 대통령직을 맡다가, 1969년 10월 15일 암살당했다.

## 생애
1919년 무두그(Mudug) 지방에 위치한 하라르데레(Harardhere) 마을에서 태어났다. 소말리아의 수도인 모가디슈에서 성장하면서부터 꾸란 학교에 재학했다. 1936년 초등 교육을 마친 이후에 상인으로 활동했고 이탈리아 식민지 행정부에서 공무원으로 근무했다. 1943년에는 소말리아 청년 동맹에 참여했다.
1944년 영국 식민지 행정부 공무원으로 채용되었고 1953년에는 중등 교육 과정을 마쳤다. 1958년에는 이탈리아 로마 라 사피엔차 대학교 정치과학과를 졸업했다. 1959년 이탈리아에서 귀국해 소말리아 입법부 의원으로 선출되었다. 1960년 7월 12일에는 소말리아의 초대 대통령인 아덴 압둘라 오스만 다르로부터 총리로 임명되었다.
대외적으로는 광범위한 중립주의 외교를 전개했고 1964년 3월에 실시된 총선거에서 의회 의원으로 당선되었다. 1967년에 실시된 대통령 선거에서 아덴 압둘라 오스만 다르를 이기고 소말리아의 제2대 대통령으로 당선되어 1967년 6월 10일부터 임기를 시작하였다.
1969년 10월 15일 소말리아 북부의 라스 아노드 마을을 방문하던 도중에 자신이 총애하던 경호원에게 암살당했다. 그의 장례식이 일어난 1969년 10월 21일에 시아드 바레가 군사 쿠데타를 일으키면서 정권을 잡게 된다.